# アムンゼン湾

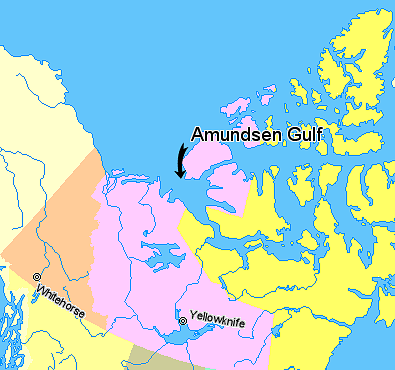
アムンゼン湾の位置

アムンゼン湾（アムンゼンわん、Amundsen Gulf）はカナダのノースウェスト準州、北緯70度西経120度にある湾。

## 概要
バンクス島、ビクトリア島が北と北西にあり、南は準州の本土部分である。湾は奥行き約402キロメートルで、ボーフォート海に面する場所での幅は約150キロメートルである。
アムンゼン湾は1903年から1906年にノルウェーの探検家ロアール・アムンセンが探検した。この湾は大西洋から太平洋へ至るルートで有名な北西航路の西端である。
湾の周辺はほとんど無人であるが、それでもいくつかの町やコミュニティ（サックスハーバー、ホールマン、ポーラツク）が存在する。湾の北にはプリンスオブウェールズ海峡がある。南東に向かうとドルフィンアンドユニオン海峡、シンプソン湾を経由してコロネーション湾に至る。
湾は全域がツンドラ気候（Arctic Tundra climate region）であり、冬は非常に寒くなる。冬の終わりには湾は海氷に覆われる。大部分の氷は7月になくなるが、8月まで残る場所もある。